# Lotcy (przystanek kolejowy)
Lotcy (biał. Лётцы, ros. Лётцы) – przystanek kolejowy w miejscowości Małyja Lotcy, w rejonie witebskim, w obwodzie witebskim, na Białorusi. Położony jest na linii Witebsk - Połock.